# Provincia de Phú Yên
Phú Yên era una provincia costera central en la región de la Costa Central del Sur, en el centro de Vietnam. Limitaba con Bình Định al norte, Khánh Hòa al sur, Gia Lai al noroeste, Đắk Lắk al suroeste y el mar de la China Meridional al este.
El 12 de junio de 2025, Phú Yên se fusionó con la provincia de Đắk Lắk.

## Geografía y Demografía
Phu Yen se localiza en la región de Costa Central del Sur (Nam Trung Bộ). La provincia mencionada posee una extensión de territorio que abarca una superficie de 5.045,3 kilómetros cuadrados.
La población de esta división administrativa es de 861.100 personas (según las cifras del censo realizado en el año 2005). Estos datos arrojan que la densidad poblacional de esta provincia es de 170,67 habitantes por cada kilómetro cuadrado.

## Economía
En la actualidad, esta provincia mantiene una economía escasamente desarrollada. Las principales actividades económicas son el cultivo del arroz y la ganadería, la pesca y la agroindustria de procesamiento de alimentos.
Sin embargo, la provincia muestra signos de desarrollo en su costa, en las llanuras y colinas, lo que podría ayudar a su economía. Es propietaria del aeropuerto Dong Tac, cerca de la ciudad de Tuy Hoa, al sur se encuentra un puerto importante, el Vung Ro. Además, la Autopista Nacional y la línea ferroviaria que atraviesa la provincia. En un futuro próximo, Phu Yen puede convertirse en un centro económico en el centro de Vietnam, donde los inversores puedan establecer planes de inversión.